# Sminthurinus reticulatus
Sminthurinus reticulatus är en urinsektsart som beskrevs av Cassagnau 1964. Sminthurinus reticulatus ingår i släktet Sminthurinus, och familjen Katiannidae. Arten är reproducerande i Sverige.